# Artur Finger
Artur Finger (ur. 18 stycznia 1898 w Mocker, zm. 27 stycznia 1945 w rejonie Częstochowy) – niemiecki generał, uczestnik agresji na Polskę i Francję oraz ataku na Związek Radziecki.
W armii niemieckiej służył od 1917 roku, uczestnicząc w działaniach bojowych podczas I wojny światowej. W czasie II wojny światowej uczestniczył w agresji na Polskę i Francję oraz ataku na Związek Radziecki. W czasie ataku na Polskę, Francję i ZSRR dowodził m.in.: 214 Pułkiem Artylerii i 316 Pułkiem Artylerii. Ostatecznie powierzono mu w połowie 1944 roku dowództwo 291 Dywizji Piechoty. Z dywizją tą walczył przeciw Armii Czerwonej na przyczółku baranowsko-sandomierskim. Ofensywa radziecka rozpoczęta 12 stycznia 1945 roku zmusiła dowodzoną przez niego dywizję oraz sąsiednie dywizje (88 DP i 168 DP) do odwrotu. Finger poległ w rejonie Częstochowy.

## Ordery i odznaczenia
- Krzyż Rycerski Krzyża Żelaznego